# Michel Barnier
Michel Jean Barnier (uitspraakⓘ; La Tronche, 9 januari 1951) is een Frans politicus. Hij was van 5 september tot 13 december 2024 premier van Frankrijk onder het presidentschap van Emmanuel Macron. Vanaf 5 december was hij demissionair, na een door de Nationale Vergadering aangenomen motie van wantrouwen tegen zijn regering.

## Carrière
Barnier werd opgeleid aan de grande école ESCP Europe. Hij werd verkozen tot lid van de Nationale Vergadering in de tweede kieskring van het departement Savoie in 1978. Hij zat in de Nationale Vergadering tot 1993, toen hij minister van Milieu werd in de regering van premier Balladur. Hij was daarna minister voor Europese Zaken, van 1995 tot 1997, toen hij tot lid van de Senaat voor Savoie werd verkozen.
Ook was Barnier samen met Jean-Claude Killy co-organisator van de Olympische Winterspelen 1992 in Albertville (Savoie). Hij was voorzitter van de conseil général van Savoie van maart 1982 tot september 1999, verkozen in het kanton Bourg-Saint-Maurice (1973-1999).
Van 1999 tot 2004 was hij Europees commissaris voor regionaal beleid in de commissie-Prodi. In die functie werd hij opgevolgd door Jacques Barrot. Barnier werd benoemd tot minister van Buitenlandse Zaken op 31 maart 2004, nadat zijn conservatieve partij bij regionale verkiezingen forse nederlagen had geleden en premier Raffarin een wijziging wilde in zijn kabinet. Barnier volgde daarmee Dominique de Villepin op. Na het 'nee' bij het Franse referendum over de Europese Grondwet van 29 mei 2005, werd Barnier op 31 mei ontslagen als minister. In 2007 keerde hij terug in de regering, als minister van Landbouw en Visserij onder premier Fillon. Tussen juli 2009 en februari 2010 was hij Europarlementariër.

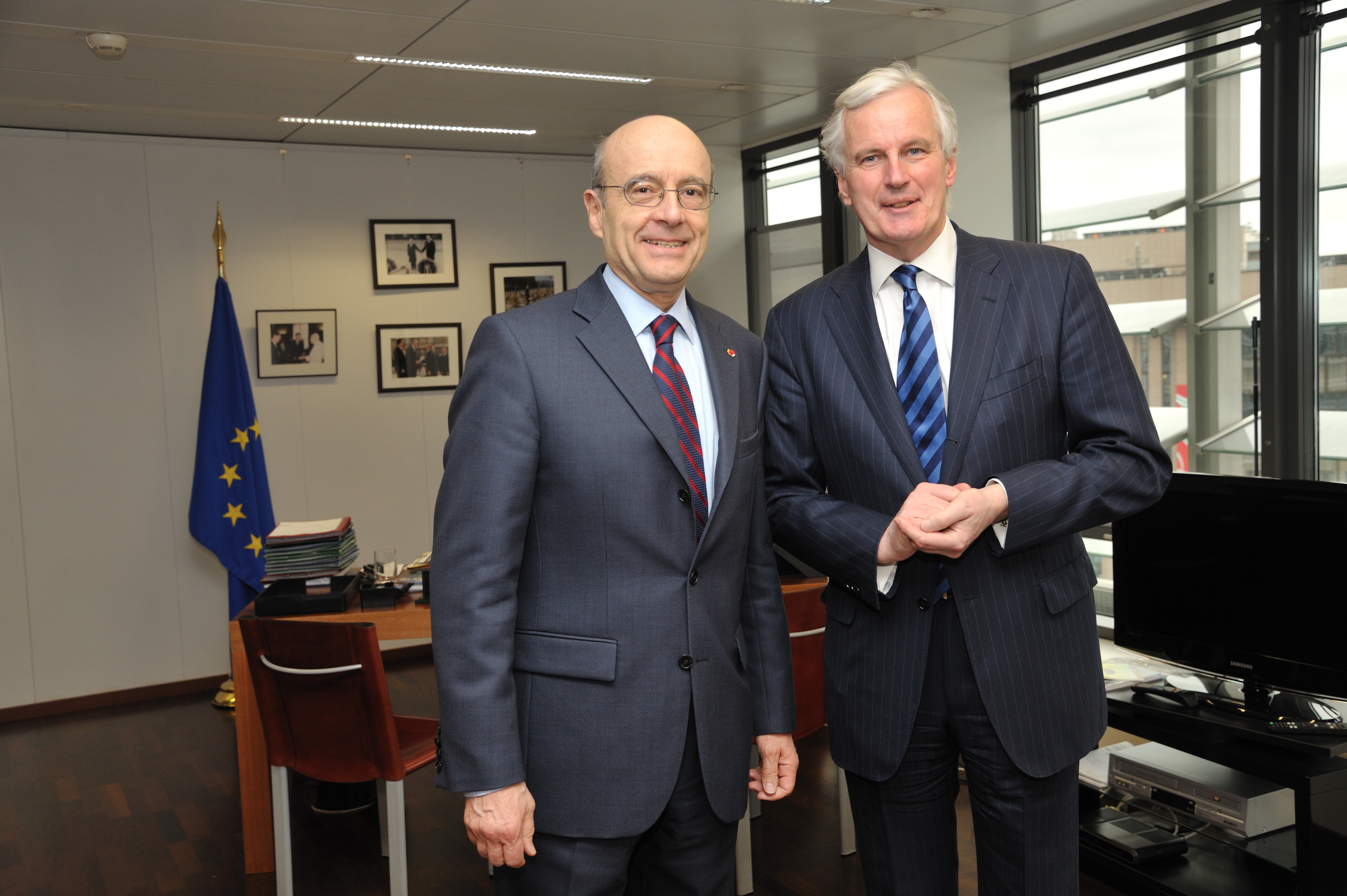
Eurocommissaris Barnier (rechts) met minister van Buitenlandse Zaken Alain Juppé in 2011

In februari 2010 trad hij toe tot de commissie-Barroso II waar hij Europees commissaris voor de interne markt werd. In die functie werd hij in november 2014 opgevolgd door Elżbieta Bieńkowska en Jonathan Hill. Als Frans Eurocommissaris werd hij opgevolgd door Pierre Moscovici.
In oktober 2016 werd Barnier benoemd tot hoofdonderhandelaar namens de Europese Commissie voor de uittredingsgesprekken met het Verenigd Koninkrijk, nadat de Britse bevolking in meerderheid voor een brexit gestemd had bij het referendum over het EU-lidmaatschap van het Verenigd Koninkrijk.
Eind augustus 2021 werd bekend dat Barnier binnen Les Républicains het zou opnemen voor de partijnominatie tegen zittend president Emmanuel Macron bij de presidentsverkiezingen van 2022. Hij werd derde, met 23,9% van de stemmen.

### Premierschap onder Macron
Op 5 september 2024 werd Michel Barnier door Emmanuel Macron benoemd tot premier, als opvolger van Gabriel Attal, die op 8 juli ontslag had genomen. Met zijn 73 jaar werd hij de tot dan toe oudste premier van de Vijfde Republiek. De linkse partijen, die in de parlementsverkiezingen eerder dat jaar het grootste blok waren geworden en een andere kandidaat hadden voorgedragen, reageerden woedend op zijn benoeming.
Op 8 oktober 2024 werd een eerste motie van wantrouwen, ingediend door het Nouveau Front populaire (NFP) tegen de regering, verworpen door de Nationale Vergadering.
Op 2 december 2024 beriep Barnier zich op artikel 49.3 van de Grondwet om de begroting van de Sociale Zekerheid voor 2025 erdoor te drukken zonder de tekst aan een parlementaire stemming te onderwerpen. Als gevolg hiervan dienden het NFP en het Rassemblement national (RN) elk een motie van wantrouwen in tegen zijn regering. De motie van het NFP werd als eerst in stemming gebracht en aangenomen op 4 december met 331 stemmen, waardoor de regering van Michel Barnier ten val kwam.
Joaquín Almunia · László Andor · Catherine Ashton · Michel Barnier · José Manuel Barroso · Tonio Borg (vanaf 28 november 2012) · Dacian Cioloş · John Dalli (tot 16 oktober 2012)  · María Damanáki · Jacek Dominik (sinds 16 juli 2014) · Štefan Füle · Karel De Gucht  · Máire Geoghegan-Quinn · Kristalina Georgieva · Johannes Hahn · Connie Hedegaard · Siim Kallas · Jyrki Katainen (sinds 16 juli 2014) · Neelie Kroes · Janusz Lewandowski (tot 1 juli 2014) · Cecilia Malmström · Neven Mimica · Ferdinando Nelli Feroci (sinds 16 juli 2014) · Günther Oettinger · Andris Piebalgs · Janez Potočnik · Viviane Reding (tot 1 juli 2014) · Olli Rehn (tot 1 juli 2014) · Martine Reicherts (sinds 16 juli 2014) · Maroš Šefčovič · Algirdas Šemeta · Antonio Tajani (tot 1 juli 2014) · Androulla Vassiliou
Piero Malvestiti (1958-59) · Giuseppe Caron (1959-63) · Guido Colonna di Paliano (1964-67) · Hans von der Gröben (1967-70) · Wilhelm Haferkamp (1970-73) · 
 Finn Olav Gundelach (1973-77) · Étienne Davignon (1977-81) · Karl-Heinz Narjes (1981-85) · Francis Arthur Cockfield (1985-89) · Martin Bangemann (1989-93) ·
 Raniero Vanni d'Archirafi (1993-95) · Mario Monti (1995-99) · Frits Bolkestein (1999-2004) · Charlie McCreevy (2004-10) · Michel Barnier (2010-14) · Elżbieta Bieńkowska (2014-)
- Bibsys: 1634281498091
- Bibliothèque nationale de France: cb12039409f (data)
- CiNii: DA09456443
- Gemeinsame Normdatei: 171240936
- International Standard Name Identifier: 0000 0003 6213 1105
- Library of Congress Control Number: n82044273
- Nationale Bibliotheek van Letland: 000266230
- Nationale Bibliotheek van Tsjechië: mzk2013794157
- Nationale Bibliotheek van Polen: a0000001166790
- Nederlandse Thesaurus van Auteursnamen: 27636161X
- Parlement.com: vgg41g1vpcsp
- Système universitaire de documentation: 028588479
- Virtual International Authority File: 225404505
- WorldCat: E39PBJbRq7yVJCPMPtkkhyCqQq